# Володарский, Леонид Александрович
Леонид Александрович Володарский (родился 29 апреля 1950, Москва) — советский и российский поэт, основоположник светореализма, писатель-эзотерик.

## Биография
Родился 29 апреля 1950 года в Москве.
Учился в 776 средней школе столицы, которую окончил в 1967 году. Потом была учёба в Московском технологическом институте Лёгкой промышленности (окончил в 1973) и, наконец, долгожданное поступление в Литературный институт им. Горького при Союзе писателей СССР (1975).
В 1977 году в газете «Московский комсомолец» были опубликованы первые стихи поэта, сам он в это время учился в творческом семинаре Ларисы Васильевой.
Решающую роль в его биографии сыграло знакомство с известным русским советским поэтом Евгением Винокуровым, который по достоинству оценил его стихи и написал об этом в газете «Комсомольская правда» в ноябре 1986 года.
Поэт, успевший до этого стать участником двух совещаний молодых писателей: Московского (1983) и Всесоюзного (1984), сразу же ощутил, что такое быть замеченным крупным мастером. Он стал желанным гостем на страницах литературных журналах, о его публикациях взялась писать критика, обычно причисляя его к поэтам-традиционалистам. С 1986 по 1990 год руководил литературной студией при Московском геологоразведочном институте, которая в дальнейшем переросла в настоящее содружество поэтов и стала основой Независимой писательской ассоциации «Лютня Ориолы».
В 1989 году в издательстве «Молодая гвардия» вышла первая книга поэта «Окраина Москвы», в 1991 году 20 августа в том же издательстве вышла книга стихов «Провинция Вселенной», где уже явно прослеживались мотивы того, что потом поэт назвал светореализмом.
С 1990 года Леонид Володарский стал активным поборником идей Елены Блаватской, Рерихов и других великих эзотериков мира.
Женат на Ольге Анатольевне Володарской, авторе двух книг о 
графе Сен-Жермене.

### Общественная деятельность и награды
Осенью 1991 года, после провала так называемого августовского путча Леонид Володарский в числе ста авторов был принят в Союз писателей СССР как человек, чьё вступление (как и других поэтов и писателей из списка) блокировалось партийно-номенклатурной верхушкой Союза.
В 1994 году был избран заместителем председателя Российского теософского общества, однако вскоре покинул этот пост и принял для себя решение никогда больше не состоять в подобных организациях из-за безусловного формализма, а то и духа откровенного догматизма, царящего в них. С тех пор, когда его спрашивают об эзотерических пристрастиях, он называет себя «эзотерическим вольнодумцем».
В 1995 году Леонид Володарский и его единомышленники Ирина Ковалёва и Иван Белокрылов создали Независимую писательскую ассоциацию «Лютня Ориолы», стоящую на позициях светореализма, и вот уже 15 лет проводящую свои вечера в Центральном Доме литераторов. Леонид Александрович был избран председателем этой ассоциации.
В 1996 году стал лауреатом премии Международного литературного фонда имени Милана Фюшта при Венгерской Академии Наук, а в 2001 году — лауреатом уже Большой премии того же фонда.
В 2016 году награжден премией имени Е. П. Блаватской Московским отделением Международного Теософского Общества со штаб-квартирой в Адьяре (Индия) за популяризацию теософских идей в литературных трудах. Является обладателем диплома № 1.

### Творчество
Леонид Володарский пишет в предисловии к своей поэтической книге «Космогонические грёзы»: «Мои, глубоко атеистические родители назвали меня Леонидом, не подозревая, что это был день Святого Леонида. Так произошла первая в моей жизни неслучайность!» И через всё творчество поэта и писателя проходит красной нитью эта мысль о цепи бесконечных и прекрасных, а порой и ужасных неслучайностей.
Автор термина светореализм, означающего литературное направление, стоящее на позициях метафизического отношения к миру и русского космизма. Наиболее чётко и полно программа направления была сформулирована сначала в журнале «Дельфис» под названием «Поэты светореализма» (1996), а потом в «Литературной газете» («Поэты реального света», 21 апреля 2010), где кроме самого Леонида Володарского были представлены его единомышленники в лице поэтов Ирины Ковалёвой и Ивана Белокрылова.
Как говорит сам Леонид Володарский: «Светореализм это противопоставление чернухе на всех планах бытия, потому что он исходит от Творящего Божественного Света, зарождающегося ещё там, во Вселенной».

## Публикации
Поэтические публикации в самых разных журналах и газетах, таких, как журнал «Москва», «Смена», «Огонёк», альманахах «Поэзия», «Истоки», «Муза», «Золотое руно», газетах «Комсомольская правда», «Московский комсомолец», «Литературная газета» и др. У Леонида Володарского много статей и две книги на эзотерические темы: «Эзотерика с улыбкой» (издательство «Рипол-Классик», 2007), «Мистика в жизни великих» («Эксмо», 2008).
Активно переводится в Венгрии как поэт, и переводит венгерских поэтов сам, как современных, так и средневековых. Наиболее значимой публикацией в Венгрии стала поэма Леонида Володарского «Одиннадцать снов» в журнале Союза венгерских писателей «Мадьяр Напло» (перевод Лайоша Мароши). На венгерском языке издан поэтический сборник «Рождественский коридор» (составитель Карой Чех, известный венгерский поэт), издательство «Бибор», 2011 год.

### Поэтические сборники
- «Окраина Москвы», 1989 год, издательство «Молодая гвардия».
- «Голубица Мастера», 1989 год, «Профиздат».
- «Провинция Вселенной», 1991 год, издательство «Молодая гвардия».
- «Мемориальный дождь», 1994 год, издательство «Риф-Рой».
- «Знак Оповещенья», 1999 год, издательство «Беловодье».
- «Современная русская поэзия. 6500 произведений». Собрание стихотворений и поэтических переводов (электронная книга), издательство «Бизнессофт», 2006 год. (недоступная ссылка)
- «Космогонические грёзы», 2010 год, издательство «АК-ПРЕСС».
- «Рождественский коридор», 2011 год, на венгерском языке, издательство «Бибор».
- «Высокое Присутствие», книга в альманахе. «Истоки» № 6 (48) 2012—2013, РИФ «Истоки-плюс».
- «Купальня Света», 2015 год, издательство «АК-Пресс".
- "Звезда предназначения",2019 год,издательство "У Никитских ворот"[2][3]
- "Сквозь очевидность", 2020 год, издательство "У Никитских ворот"[4]
- "Свет ворвётся : стихотворения", 2022 год, издательство "У Никитских ворот"[5]

### Эзотерические книги
- «Эзотерика с улыбкой», 2007 год, издательство «Рипол-Классик».
- «Мистика в жизни великих», 2008 год, издательство «Эксмо».
- «Летящие над потопом», Роман-фэнтези, 2010 год, издательство «АК-ПРЕСС».
- "Гора Семи Стражей",Роман-фэнтези,2018 год,издательство "АК-Пресс".[6]
- "Свет Блаватской", сборник стихов, 2020 год, издательство "ИПЛ"